# Hector le bouledogue
Pour les articles homonymes, voir Hector.
Hector le bouledogue est un personnage de la série de dessins animés Looney Tunes. C'est le chien de Mémé et le protecteur de Titi face à Grosminet. Il est créé en 1945.

## Description
Hector déteste que Grosminet le dérange lui ou Titi comme Spike et Tyke détestent être dérangés par Tom dans Tom et Jerry. Mais il peut s'allier avec Titi et Grosminet pour se tirer d'une situation.